# Alexander Clutterbuck
Sir Peter Alexander Clutterbuck, GCMG, MC (* 27. März 1897; † 29. Dezember 1975) war ein britischer Diplomat und Regierungsbeamter, der unter anderem zwischen 1946 und 1952 Hochkommissar in Kanada, von 1952 bis 1955 Hochkommissar in Indien sowie zwischen 1955 und 1959 Botschafter in Irland war. Darüber hinaus war er zuletzt von 1959 bis 1961 Ständiger Unterstaatssekretär und damit höchster Beamter im Ministerium für Commonwealth-Beziehungen (Permanent Under-Secretary, Commonwealth Relations Office).

## Leben
Peter Alexander Clutterbuck war ein Sohn von Sir Peter Henry Clutterbuck (1868–1951), Kt, CIE, CBE, der als Generalinspektor für das Wald- und Forstwesen in Britisch-Indien und Burma fungierte. Er selbst absolvierte nach dem Besuch des 1865 gegründeten Malvern College ein Studium am Pembroke College der University of Cambridge. Während des Ersten Weltkrieges leistete er Kriegsdienst im Garderegiment Coldstream Guards und wurde für seine militärischen Verdienste mit dem Military Cross ausgezeichnet sowie im Kriegsbericht erwähnt (Mentioned in dispatches). Nach Kriegsende trat er in den öffentlichen Dienst ein und war zunächst Mitarbeiter im Postministerium, ehe er 1922 ins Kolonialministerium (Colonial Office) wechselte. Er war zwischen 1939 und 1940 stellvertretender Hochkommissar in Südafrika sowie danach im Ministerium für die Dominions zwischen 1940 und 1942 erst Assistierender Sekretär (Assistant Secretary, Dominions Office) und daraufhin von 1942 bis 1946 Assistierender Unterstaatssekretär (Assistant Under-Secretary for the Dominions). 1943 wurde für seine Verdienste zum Companion des Order of St Michael and St George (CMG) ernannt sowie im Rahmen der New Year Honours am 1. Januar 1943 als Knight Commander des Order of St Michael and St George (KCMG) geadelt, so dass er fortan das Prädikat „Sir“ führte.
1946 wurde Sir Alexander Clutterbuck zum Hochkommissar in Kanada ernannt und übergab dort als Nachfolger von Malcolm MacDonald seine Akkreditierung. Auf diesem Posten blieb er bis 1952 und wurde daraufhin von Lieutenant-General Sir Archibald Nye abgelöst. Clutterbuck wiederum löste Lieutenant-General Sir Archibald Nye 1952 als Hochkommissar in Indien ab und bekleidete dieses Amt bis 1955, woraufhin wiederum Malcolm MacDonald seine dortige Nachfolge antrat. Für seine Verdienste wurde er im Rahmen der Birthday Honours am 5. Juni 1952 auch zum Knight Grand Cross des Order of St Michael and St George (GCMG) erhoben.
1955 erfolgte die Berufung von Clutterbuck zum Botschafter in Irland, wo er als Nachfolger von Sir Walter Hankinson sein Beglaubigungsschreiben überreichte. Er hatte dieses Amt bis 1959 inne und wurde danach von Sir Ian Maclennan abgelöst. Zuletzt war er als Nachfolger von Sir Gilbert Laithwaite von 1959 bis zu seiner Ablösung durch Sir Saville Garner 1961 Ständiger Unterstaatssekretär und damit höchster Beamter im Ministerium für Commonwealth-Beziehungen (Permanent Under-Secretary, Commonwealth Relations Office).